# 彼得里基夫卡區

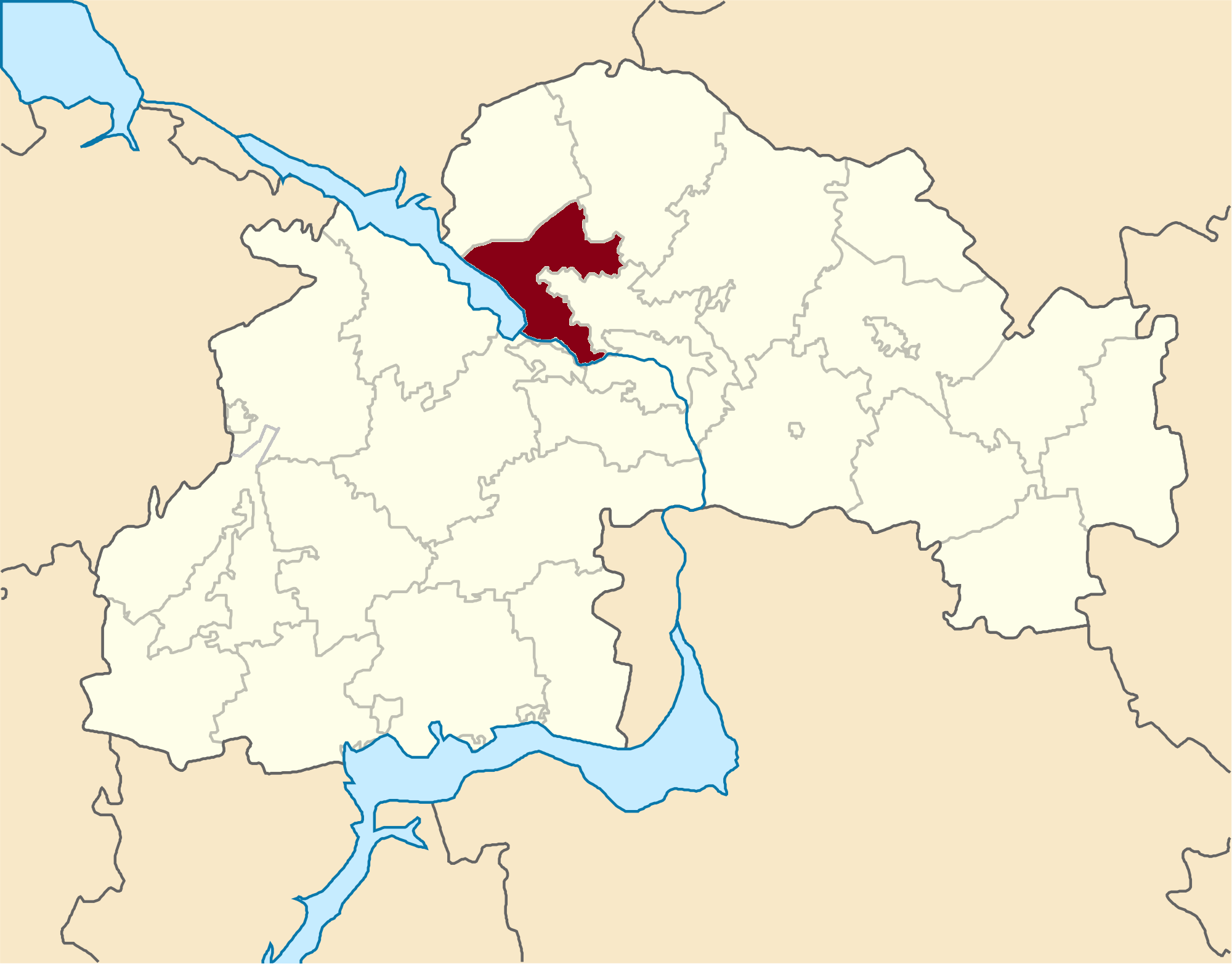
彼得里基夫卡區在第聶伯羅彼得羅夫斯克州裡的位置 (撤銷前)

48°43′N 34°38′E / 48.717°N 34.633°E
彼得里基夫卡區（烏克蘭語：Петриківський район），是位於烏克蘭中部的一個舊區，由第聶伯羅彼得羅夫斯克州負責管轄，首府設於彼得里基夫卡，並於2020年被撤銷。該區面積928平方公里，2015年人口25,566，人口密度每平方公里27.6人。